# 2-й Электрозаводский переулок
Второ́й Электрозаво́дский переу́лок — переулок в Восточном административном округе города Москвы на территории района Преображенское.. Пролегает от Электрозаводской до Суворовской улицы. Также, в ходе реконструкции, был расчищен и организован, а позднее и заасфальтирован выход 2-го Электрозаводского переулка к Преображенской набережной (набережная реки Яузы). Проходит параллельно 1-му Электрозаводскому переулку и улице Титова (бывш. 3-му Электрозаводскому переулку).
Нумерация домов ведётся от Электрозаводской улицы (на участке от Преображенской набережной до Электрозаводской улицы дома не числятся).

## Происхождение названия
Название утверждено 19 июня 1929.

2-й Электрозаводский переулок назван так, поскольку выходит к Московскому электроламповому заводу.

## История
Прежнее название 2-й Генеральный пер. было дано по Генеральной ул., вошедшей в 1929 г. в состав Электрозаводской ул.. Одновременно и переулок был переименован во 2-й Электрозаводский.

Улица расположена в Восточном административном округе города Москвы на территории района Преображенское..

## Здания и сооружения
Всего: 5 домов.

По нечётной стороне:

| - № 5/27 | - № 9 | - № 9/19 | - № 19с1 | - № 19с2 |

По чётной стороне:
Домов нет.

## Транспорт

### Наземный транспорт
- Остановка «2-й Электрозаводский переулок» (в сторону «Преображенской площади»):

Автобус: 86, 171, т14.
- Остановка «2-й Электрозаводский переулок» (в сторону «Электрозаводского моста»):

Автобус: 86, 171, т14.

### Железнодорожный транспорт
- Платформа Электрозаводская Казанского направления Московской железной дороги.

### Ближайшая станция метро
- Станция метро «Преображенская площадь» — в сторону «Преображенской площади».
- Станции метро «Электрозаводская» Арбатско-Покровской линии и «Электрозаводская» Некрасовской линии — в сторону «Электрозаводского моста».